# 프롤린
프롤린(영어: proline) (기호: Pro 또는 P)는 아미노기(–NH2)를 포함하고 있진 않지만 단백질생성성 아미노산(단백질의 생합성에 사용됨)으로 분류되는 유기산으로 2차 아민이다. 2차 아민의 질소는 생물학적 조건에서 양성자화된 NH2+ 형태이고, 카복실기는 탈양성자화된 −COO− 형태이다. α 탄소의 곁사슬은 질소와 연결되어 피롤리딘 고리를 형성하며, 지방족 아미노산으로 분류된다. 이는 인체에서 비필수 아미노산인 L-글루탐산으로부터 프롤린을 합성할 수 있다는 것을 의미한다. 프롤린은 CC로 시작하는 모든 코돈(CCU, CCC, CCA, CCG)으로 암호화되어 있다.
프롤린은 유일하게 2차 아민이면서 단백질생성성인 2차 아미노산으로, 질소 원자가 α 탄소와 함께 3개의 탄소 사슬에 결합하여 5원자 고리를 형성한다.

## 역사 및 어원
프롤린은 1900년에 N-메틸프롤린을 연구하면서 아미노산을 얻은 리하르트 빌슈테터에 의해 처음으로 분리되었으며, 그는 말론산 다이에틸의 나트륨 염과 1,3-다이브로모프로페인의 반응으로 프롤린을 합성했다. 이듬해에 에밀 피셔는 카제인과 γ-프탈이미도-프로필말론산 에스터의 분해 산물로부터 프롤린을 분리하고 프탈이미드 프로필말론산 에스터로부터 프롤린을 합성했다는 것을 발표했다.
프롤린이라는 명칭은 그 구성 성분 중 하나인 피롤리딘에서 따온 것이다.

## 생합성
프롤린은 아미노산인 L-글루탐산으로부터 생합성된다. 글루탐산-5-세미알데하이드는 글루탐산 5-키네이스 (ATP 의존성) 및 글루탐산-5-세미알데하이드 탈수소효소 (NADH 또는 NADPH가 필요)에 의해 먼저 생성된다. 글루탐산-5-세미알데하이드는 자발적으로 고리화되어 1-피롤린-5-카복실산을 형성할 수 있으며, 이는 피롤린-5-카복실산 환원효소 (NADH 또는 NADPH 사용)에 의해 프롤린으로 환원되거나 오르니틴 아미노기전이효소에 의해 오르니틴으로 전환된 다음, 오르니틴 사이클로디아미네이스에 의해 고리화되어 프롤린을 형성할 수 있다.
|  |

## 생물학적 활성
L-프롤린은 글리신 수용체와 NMDA 수용체 및 비 NMDA (AMPA/카인산) 이온성 글루탐산 수용체에 약한 작용제로 작용하는 것으로 밝혀졌다. 프롤린은 잠재적인 내인성 흥분독소로 제안되었다. 식물에서 프롤린의 축적은 다양한 스트레스에 대한 일반적인 생리학적 반응이지만 분열 조직(예: 꽃가루)의 발생 프로그램의 일부이기도 하다.

## 단백질 구조의 특성
프롤린 곁사슬의 독특한 고리 구조는 다른 아미노산들에 비해 프롤린에게 입체구조적 견고성을 부여한다. 이것은 또한 프롤린과 다른 아미노산 사이에 펩타이드 결합 형성의 속도에 영향을 미친다. 프롤린이 펩타이드 결합에서 아마이드로 결합될 때 프롤린의 질소는 수소와 결합하지 않는다. 즉, 프롤린은 수소 결합 공여체로 작용할 수는 없지만 수소 결합 수용체는 될 수 있다.
도입되는 Pro-tRNAPro와의 펩타이드 결합의 형성은 N-알킬아미노산의 일반적인 특성을 가지고 있는 다른 tRNA보다 상당히 느리게 형성된다. 도입되는 다른 아미노아실-tRNA와 말단이 프롤린인 사슬 사이에서도 펩타이드 결합은 느리게 형성되는데, 프롤린-프롤린 결합의 생성 속도가 가장 느리다.
프롤린의 예외적인 입체구조적 강성은 프롤린 잔기 근처의 단백질 2차 구조에 영향을 미치며, 호열성 생물의 단백질에서 프롤린이 더 높은 빈도로 존재하는지를 설명해준다. 단백질의 2차 구조는 단백질 골격의 이면각인 φ, ψ 및 ω로 설명할 수 있다. 프롤린 곁사슬의 고리 구조는 φ를 약 −65°로 고정시킨다.
프롤린은 α-나선 및 β-시트와 같은 규칙적인 2차 구조 요소들의 중간에서 구조적 파괴자 역할을 한다. 그러나 프롤린은 일반적으로 α-나선의 첫 번째 잔기와 β-시트의 가장자리 가닥에서 발견된다. 프롤린은 또한 턴(다른 종류의 2차 구조)에서 흔히 발견되며 β-턴의 형성을 돕는다. 이것은 프롤린이 지방족 곁사슬을 가지고 있음에도 불구하고 일반적으로 용매에 노출된다는 흥미로운 사실을 설명할 수 있게 한다.
여러 개의 프롤린 및 하이드록시프롤린을 연속적으로 사용하면 콜라겐의 주요 2차 구조인 폴리프롤린 나선을 생성할 수 있다. 프롤릴 하이드록실화효소에 의한 프롤린의 하이드록실화(또는 플루오린과 같은 전자를 끌어당기는 치환기의 첨가)는 콜라겐의 입체구조적 안정성을 상당히 증가시킨다. 따라서 프롤린의 하이드록실화는 고등 생물의 결합 조직을 유지하기 위한 중요한 생화학적 과정이다. 괴혈병과 같은 심각한 질병은 이 하이드록실화 과정의 결함(예: 프롤릴 하이드록실화효소 유전자의 돌연변이 또는 필수적인 보조 인자인 아스코르브산(비타민 C)의 부족)으로 인해 일어날 수 있다.

## 시스-트랜스 이성질화
프롤린 및 기타 N-치환 아미노산(예: 사르코신)에 대한 펩타이드 결합은 시스 및 트랜스 이성질체를 둘 다 수용할 수 있다. 대부분의 펩타이드 결합은 트랜스 이성질체를 압도적으로 채택(변형되지 않은 조건에서 일반적으로 99.9%)한다. 그 이유는 주로 아마이드 수소(트랜스 이성질체)가 다음 Cα 원자(시스 이성질체)보다 이전 Cα 원자에 대한 입체 반발력이 덜하기 때문이다. 대조적으로 X-Pro 펩타이드 결합의 시스 및 트랜스 이성질체(여기서 X는 임의의 아미노산을 나타냄)는 모두 인접 치환과 입체 충돌을 경험하고 훨씬 더 낮은 에너지 차이를 갖는다. 따라서 변형되지 않은 조건 하의 시스 이성질체에서 X-Pro 펩타이드 결합의 분율은 일반적으로 3~10% 범위에 있는 시스 분획으로 상당히 증가한다. 그러나 이러한 값은 앞선 아미노산에 따라 달라지며, 글리신(Gly) 및 방향족 잔기는 시스 이성질체의 분획을 증가시킨다. 방향족-Pro 펩타이드 결합에 대해 최대 40%의 시스 분획이 확인되었다.
동역학적 관점에서 시스-트랜스 프롤린 이성질화는 특히 천연 단백질이 시스 이성질체를 필요로 하는 경우 비천연 이성질체에서 접힘에 중요한 하나 이상의 프롤린 잔기를 포획함으로써 단백질 접힘의 진행을 방해할 수 있는 매우 느린 과정이다. 이는 프롤린 잔기가 트랜시 이성질체 형태로 리보솜에서만 합성되기 때문이다. 모든 생물은 이러한 이성질화를 촉매하는 프롤릴 이성질화효소를 가지고 있으며, 일부 세균은 리보솜과 관련된 전문화된 프롤릴 이성질화효소를 가지고 있다. 그러나 모든 프롤린이 접힘에 필수적인 것은 아니며 많은 X-Pro 펩타이드 결합의 비천연 형태 이성질체가 있음에도 불구하고 단백질 접힘이 정상적인 속도로 진행될 수 있다.

## 용도
프롤린 및 그 유도체는 종종 프롤린 유기촉매 반응에서 비대칭 촉매로 사용된다. 코리-이츠노 환원 및 프롤린 촉매 알돌 축합이 대표적인 예이다.
양조 시 프롤린이 풍부한 단백질은 폴리페놀과 결합하여 탁도를 형성한다.
L-프롤린은 삼투보호물질이기 때문에 제약 및 생명공학 응용 분야에서 사용된다.
식물 조직 배양에 사용되는 생장 배지에는 프롤린이 보충될 수 있다. 프롤린은 식물이 조직 배양의 스트레스를 견디는 데 도움을 주기 때문에 생장을 촉진시킬 수 있다.

## 특성
프롤린은 글리신과 함께 전형적인 라마찬드란 플롯을 따르지 않는 아미노산이다. β 탄소에 연결된 고리 형성으로 인해 펩타이드 결합에 대한 ψ 및 φ 각도는 허용가능한 회전 정도가 더 적다. 결과적으로 자유 엔트로피(ΔS)가 다른 아미노산에 비해 상대적으로 크지 않으므로 접힌 형태와 접히지 않은 형태의 엔트로피의 변화가 더 작기 때문에 단백질의 "턴"에서 프롤린이 종종 발견된다. 또한 프롤린은 곁사슬의 α-N이 하나의 질소 결합만 형성할 수 있어서 α 및 β 구조의 안정성을 감소시키기 때문에 α 및 β 구조에서 거의 발견되지 않는다.
프롤린은 크로마토그래피에 사용하기 위해 닌하이드린을 분무하여 전개할 때 빨간색/보라색을 생성하지 않는 유일한 아미노산이다. 대신에 프롤린은 주황색/노란색을 생성한다.

## 합성
라세미 프롤린은 말론산 다이에틸 및 아크릴로나이트릴로부터 합성될 수 있다.
|  |

## 진화
다양한 유형의 데이터를 사용한 여러 독립적인 진화 연구에서 프롤린이 초기 유전 암호를 구성하는 아미노산 그룹에 속한다고 제안되었다. 예를 들어 초기 유전 암호의 원형 펩타이드와 유사할 수 있는 단백질의 낮은 복잡성 영역은 프롤린이 매우 풍부하다.

## 같이 보기
- 글리신
- 알라닌
- 고프롤린혈증
- 선천성 대사 이상
- 프롤리데이스 결핍증
- 프롤리놀

## 더 읽을거리
- Balbach, J.; Schmid, F. X. (2000), 〈Proline isomerization and its catalysis in protein folding〉,   Pain, R. H., 《Mechanisms of Protein Folding》 2판, Oxford University Press, 212–49쪽, ISBN 978-0-19-963788-1.
- For a thorough scientific overview of disorders of proline and hydroxyproline metabolism, one can consult chapter 81 of OMMBID Charles Scriver, Beaudet, A.L., Valle, D., Sly, W.S., Vogelstein, B., Childs, B., Kinzler, K.W. (Accessed 2007). The Online Metabolic and Molecular Bases of Inherited Disease. New York: McGraw-Hill. - Summaries of 255 chapters, full text through many universities. There is also the OMMBID blog.